# Lego Loco
 (mars 2025).
Si vous disposez d'ouvrages ou d'articles de référence ou si vous connaissez des sites web de qualité traitant du thème abordé ici, merci de compléter l'article en donnant les références utiles à sa vérifiabilité et en les liant à la section « Notes et références ».
Lego Loco est un jeu vidéo de gestion sorti en 1998 sur Microsoft Windows. Il a été développé par Intelligent Games et édité par Lego Media. Il suit le principe du jeu de construction Lego.

## Principe du jeu
Le jeu est classé dans la catégorie « God game » ce qui signifie « jeu de dieu ». En effet, le jeu consiste à construire sa propre ville avec des systèmes de trains et de routes (le jeu se consacre essentiellement aux trains, il n'est donc pas intéressant de ne pas créer de rails et trains).
Des personnages sont sous forme de figurines de Lego et apparaissent une fois la simulation débutée. Il existe deux modes clés de jeu : "construction" et "simulation". Le mode "construction" est enclenché dès que la boite à outils est ouverte et à ce moment tous les personnages et trains cessent toutes activités. Les figurines sont interactives, on peut donc les saisir, leurs envoyer des lettres et les nommer. Leur nombre dépend essentiellement du nombre de maisons ou autres résidences qu'il y a dans le jeu.
Il est en effet possible de créer des postes, qui sont directement reliés aux rails, et de pouvoir créer, avec un atelier de peinture qui doit être sur la carte, ses propres cartes et les envoyer aux personnages de votre monde de Lego.

## Stratégie
Au niveau stratégie, ce jeu présente quelques aspects intéressants, qui peuvent parfois se révéler frustrants :
- Le monde dans lequel le joueur évolue est petit (la taille de l'écran) ce qui oblige le joueur à réfléchir comment occuper l'espace intelligemment. D'un autre point de vue le manque d'espace empêche la création de grandes sociétés ;
- Lorsque de grandes sociétés sont construites, il est difficile et intéressant de construire un système de rails qui desservent tous la société le plus efficacement possible (les personnages de Lego prennent les trains pour se rendre à différents endroits même s'ils évoluent dans le jeu sans un vrai but).

Enfin le jeu est vraiment intéressant et difficile au début c'est-à-dire au moment de la création du monde et à la construction de la société.